# Sergentomyia vulpes
Sergentomyia vulpes är en tvåvingeart som beskrevs av Davidson 1979. Sergentomyia vulpes ingår i släktet Sergentomyia och familjen fjärilsmyggor.
Artens utbredningsområde är Namibia. Inga underarter finns listade i Catalogue of Life.